# Emglev ar Skrivagnerien
Emglev ar Skrivagnerien (Entesa d'escriptors bretons) fou una associació literària i cultural bretona fundada el 1908 per Fañch Vallée i Émile Ernault per a promoure una grafia unificada per a la llengua bretona, basada en el dialecte de Bro Leon.